# مراجعة الدفاع الرباعية
مراجعة الدفاع الرباعية (بالإنجليزية: Quadrennial Defense Review)‏ هو تقرير تعده وزارة الدفاع الأميركية البنتاغون كل أربع سنوات بهدف تحليل الأهداف الاستراتيجية والأخطار العسكرية المحتملة.